# Werner Okupniak
Werner Okupniak (* 7. Februar 1940; † 1. Oktober 2022 in Halle (Saale)) war ein deutscher Fußballspieler. In der höchsten Spielklasse des DDR-Fußballs, der Oberliga, spielte er für den HFC Chemie sowie dessen Vorgänger und ebenso für den 1. FC Magdeburg.

## Sportliche Laufbahn
Okupniak startete seine Fußball-Laufbahn bei der Betriebssportgemeinschaft Motor Ammendorf in Halle. Als Juniorenspieler gehörte er als Verteidiger zum Aufgebot der DDR-Juniorenauswahl, für die er in den Jahren 1957 und 1958 neun Länderspiele bestritt. 1960 stieg Okupniak mit der Männermannschaft in die drittklassige II. DDR-Liga auf.
Zu Beginn der Saison 1961/62 wurde Okupniak von seiner Ammendorfer Sportgemeinschaft zum Fußballzentrum der Region, dem DDR-Oberligisten SC Chemie Halle, delegiert. Dort hatte er mit 28 von 39 Oberligapunktspielen einen guten Start (die Saison lief über 16 Monate, weil das Spieljahr vom Kalenderjahr auf den Herbst-Frühjahr-Rhythmus umgestellt wurde). Am 10. Juni 1962 feierte er bereits den größten Erfolg seiner Fußball-Laufbahn mit dem Gewinn des DDR-Fußballpokals. Beim 3:1-Sieg des SC Chemie über den SC Dynamo Berlin stand er als rechter Verteidiger auf dem Feld. Bis 1964 spielte Okupniak mit einiger Regelmäßigkeit im Oberligateam der Hallenser. In der Saison 1964/65 musste er wegen des Abstiegs seiner Mannschaft für ein Jahr in der zweitklassigen DDR-Liga antreten. Nach dem sofortigen Wiederaufstieg bestritt Okupniak im Spieljahr 1965/65 sowie bis zum 6. Spieltag der Saison 1966/67 30 von möglichen 32 Punktspielen.
Anschließend wechselte Okupniak zum Oberligaaufsteiger 1. FC Magdeburg. Dort wurde er beim Pokalspiel des FCM bei der TSG Wismar (3:1 für Magdeburg) am 26. Dezember 1967 erstmals in der 1. Mannschaft eingesetzt. In einem Oberligapunktspiel wirkte Okupniak, der in Halle Erstligastammspieler war, nur einmal für den FCM mit. Am 27. April 1968 in der Begegnung Hansa Rostock – 1. FCM (3:2), wurde er als zentraler Abwehrspieler für den nicht einsatzbereiten Rolf Retschlag aufgeboten. Nach Abschluss der Saison 1968/69 wurde Okupniak beim 1. FC Magdeburg verabschiedet.
Seine sportliche Laufbahn setzte der nun 29-jährige Okupniak als Spielertrainer bei der BSG Chemie Leuna fort, die er als Aufsteiger in die zu dieser Zeit drittklassige Bezirksliga auf einen beachtlichen 7. Platz führte.